# 滋賀県道255号早崎湖北線
滋賀県道255号早崎湖北線（しがけんどう255ごう はやざきこほくせん）は、滋賀県長浜市を通る一般県道である。

## 概要
長浜市早崎町から長浜市湖北町馬渡に至る。
琵琶湖東岸と国道8号を東西に結ぶ県道であるが、沿道に大きな工場はない。

### 路線データ
- 起点：長浜市早崎町（滋賀県道331号湖北長浜線交点）
- 終点：長浜市湖北町馬渡（馬渡橋北詰交差点、国道8号交点）
- 総延長：4.6 km

## 地理

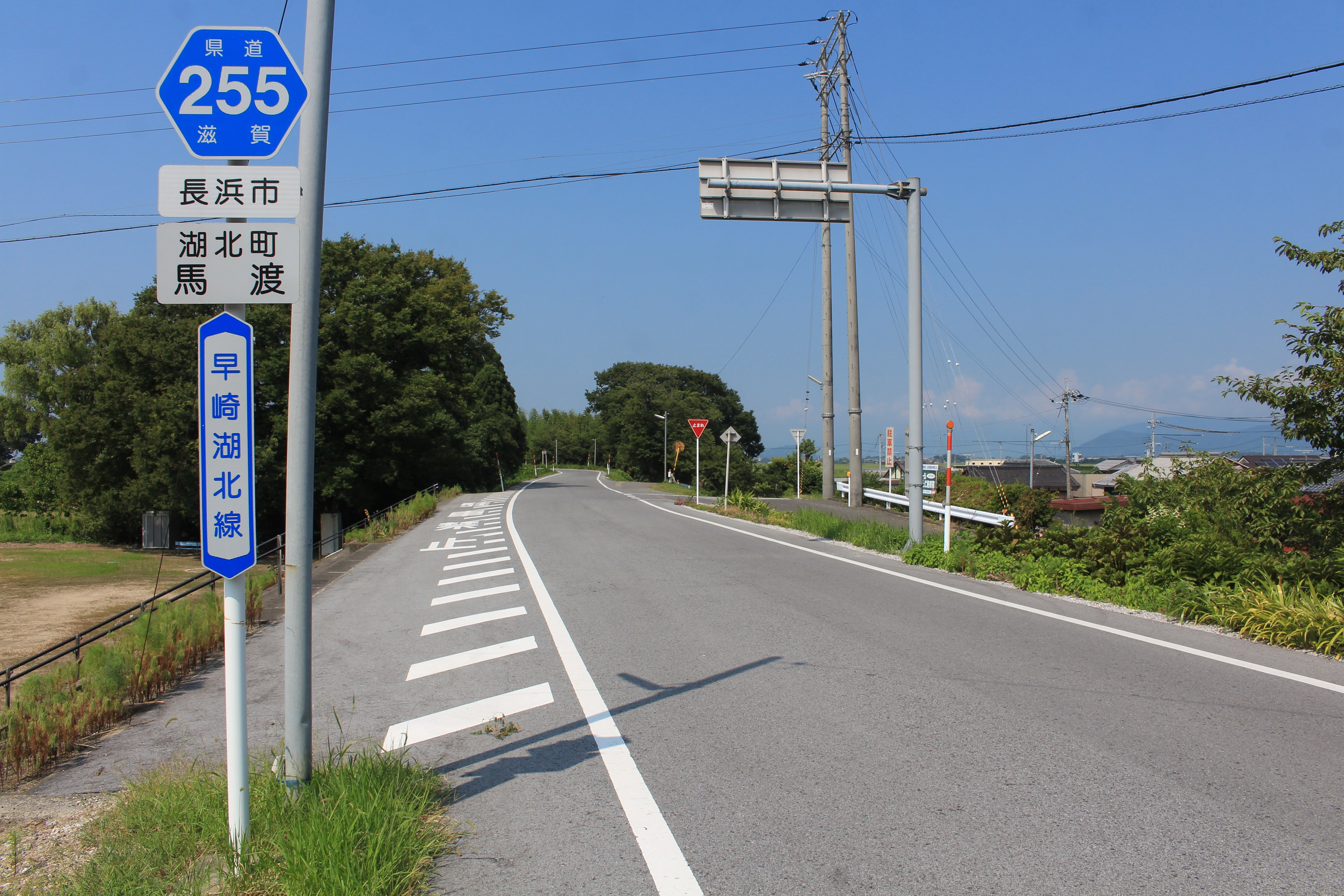
滋賀県道255号早崎湖北線の標識
長浜市湖北町馬渡

### 通過する自治体
- 滋賀県
  - 長浜市

### 交差する道路
| 交差する道路                                              | 交差する場所 | 交差する場所            |
| --------------------------------------------------------- | ------------ | ----------------------- |
| 滋賀県道331号湖北長浜線 / 湖周道路＝さざなみ街道          | 早崎町       | 起点                    |
| 滋賀県道44号木之本長浜線 滋賀県道252号南浜山本高月線 重複 | 益田町       | 益田交差点              |
| 滋賀県道256号香花寺曽根線                                 | 香花寺町     |                         |
| 国道8号                                                   | 湖北町馬渡   | 馬渡橋北詰交差点 / 終点 |

### 沿線
- 奥びわスポーツの森
- 竹生神社辺津宮
- 長浜市立びわ北小学校、びわ北幼稚園
- 竹生郵便局
- 光乗寺